# Myriam Nicole
Myriam Nicole (ur. 8 lutego 1990) – francuska kolarka górska, wielokrotna medalistka mistrzostw świata, mistrzyni Europy i zdobywczyni Pucharu Świata.

## Kariera
Pierwszy sukces w karierze Myriam Nicole osiągnęła w 2007 roku, kiedy podczas mistrzostw świata w Fort William zdobyła brązowy medal w downhillu juniorek. Na rozgrywanych rok później mistrzostwach świata w Val di Sole Nicole zajęła drugie miejsce, ulegając jedynie swej rodaczce Anaïs Pajot. Pierwszy medal wśród seniorek zdobyła w 2010 roku, kiedy podczas mistrzostw Europy w Hajfie zwyciężyła w downhillu. W 2011 roku wystąpiła na mistrzostwach świata w Champéry, gdzie w swej koronnej konkurencji zajęła czwartą pozycję, przegrywając walkę o podium z Claire Buchar z Kanady. W 2016 roku wywalczyła srebrny medal w kategorii elite, ulegając na mistrzostwach świata w Val di Sole tylko Brytyjce Rachel Atherton. Ponadto w sezonie 2012 zajęła trzecie miejsce w klasyfikacji generalnej Pucharu Świata w kolarstwie górskim w downhillu. W klasyfikacji tej wyprzedziły ją tylko Rachel Atherton oraz kolejna Francuzka Emmeline Ragot. Pięć lat później, w sezonie 2017, była już najlepsza.